# Кукутница
Кукутница је планина у југозападној Србији , налази се двадесетак километара северозападно од Ивањице. Кукутница је претежно крашког порекла , али је и у знатном проценту обрасла шумом. Планина се налази поред села Катићи. Највиши врх Кукутнице носи истоимени назив , и достиже 1382м нв. Кукутница спада у унутрашње динариде.